# Intasuchus silvicola
Intasuchus silvicola és una espècie d'amfibi temnospòndil extingit que va viure al període Permià. Les seves restes fòssils s'han trobat a Rússia.